# 草加市消防本部
草加市消防本部（そうかししょうぼうほんぶ）は、埼玉県草加市の消防部局（消防本部）。管轄区域は草加市全域。消防広域化のため、2016年（平成28年）4月1日に草加八潮消防組合が設置した消防本部（草加八潮消防局）に業務を移管し廃止された。

## 概要
- 消防本部：草加市神明2-2-2
- 管内面積：27.42km2
- 職員定数：235人
- 消防署1カ所、分署3カ所、ステーション1カ所

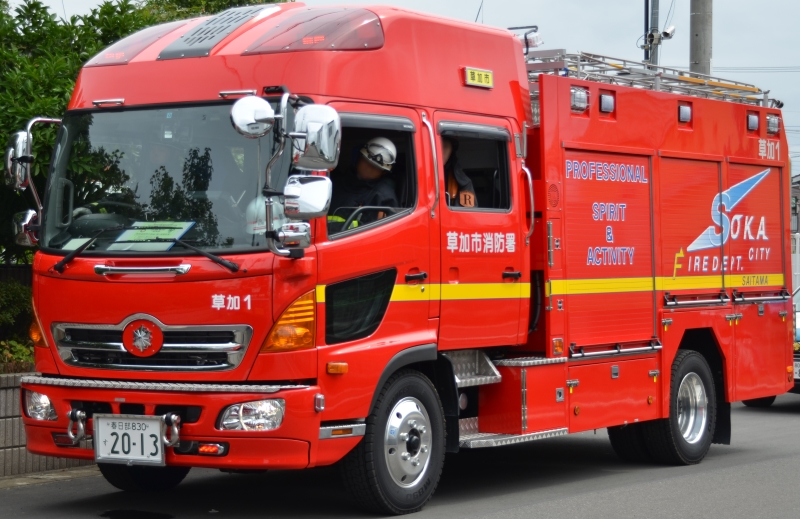
ポンプ車
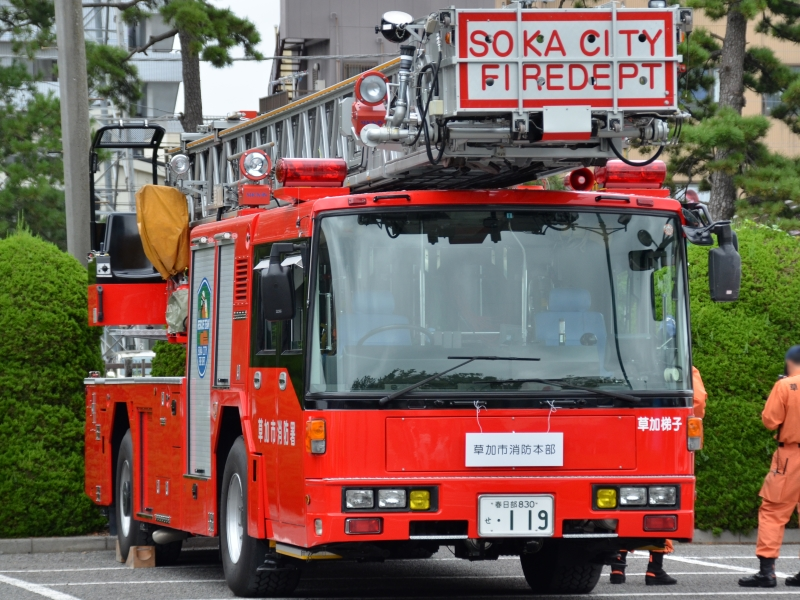
はしご車
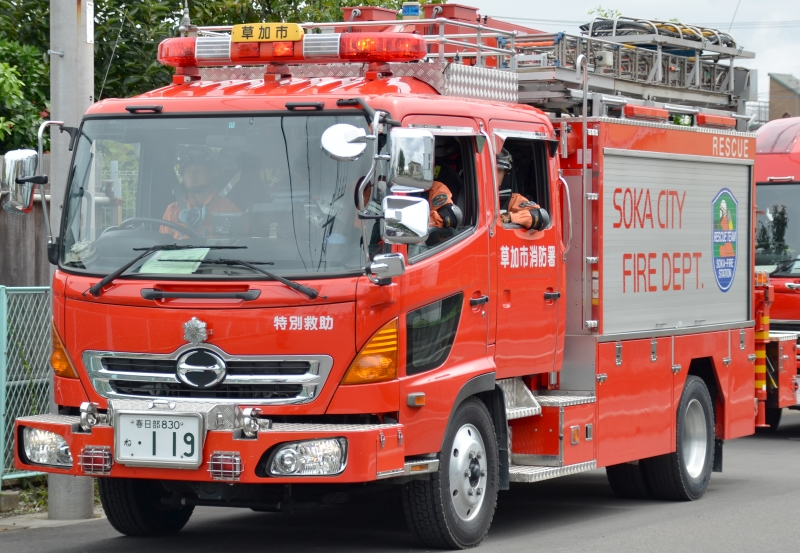
救助工作車
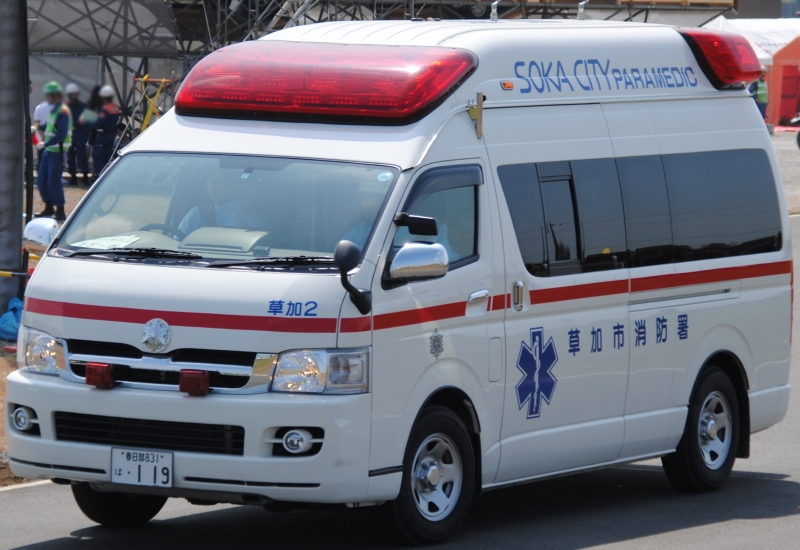
救急車
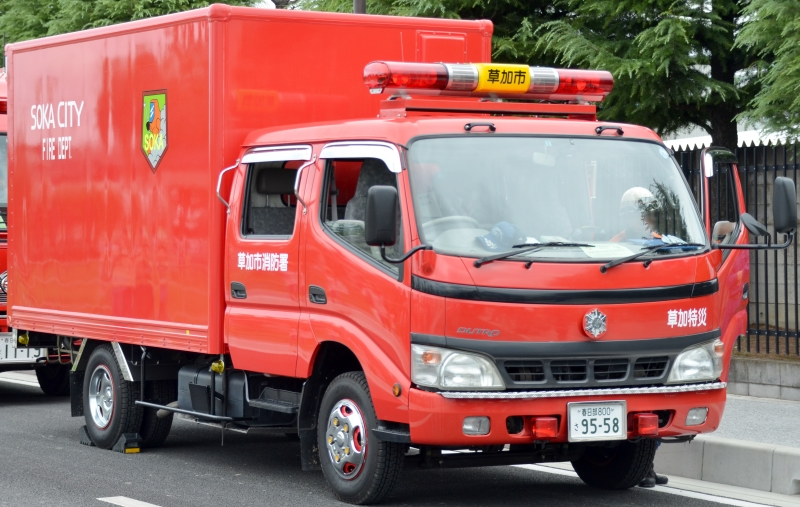
特殊災害車

- 主力機械（2006年4月1日現在）
  - 普通消防ポンプ自動車：2
  - 水槽付消防ポンプ自動車：6
  - はしご付消防自動車：1
  - 屈折はしご付消防自動車：1
  - 化学消防自動車：1
  - 救助工作車：1
  - 救急自動車：7
  - 司令車：1
  - 広報車：1
  - 指揮車：1
  - 作業車：3
  - 調査車：2
  - 連絡車：4
  - 特殊災害車：1
  - マイクロバス：1

- ポンプ車
- はしご車
- 救助工作車
- 救急車
- 特殊災害車

## 沿革
- 1889年（明治22年） - 町村制施行。草加町の9地区に公設消防を組織
- 1939年（昭和14年） - 草加町警防団を設置
- 1947年（昭和22年） - 草加町警防団を草加町消防団に改称
- 1948年（昭和23年） - 消防組織法施行に伴い、消防団本部に常備消防設置、機関員3名を配置
- 1958年（昭和33年）11月1日 - 市制施行
- 1961年（昭和36年）6月5日 - 神明町72番地に草加市消防本部・消防署を開設
- 1968年（昭和43年）4月 - 西分署を開設
- 1968年（昭和43年）9月 - 消防本部・消防署を現在地に移転
- 1979年（昭和54年）10月 - 青柳分署を開設
- 1999年（平成11年）4月 - 北分署を開設
- 2011年（平成23年）3月 - 西分署建替完成
- 2012年（平成24年）4月 - 谷塚ステーションと草加市立病院内に救急ステーションを開設
- 2016年（平成28年）3月31日　消防本部及び消防署廃止（草加市消防団は存置[1][2]）
- 2016年（平成28年）4月1日　草加八潮消防局業務開始（消防事務の共同処理開始）

## 組織
- 本部 - 総務課、予防課、救急防災課
- 消防署

## 消防署
| 消防署       | 住所             | 分署                                                       | ステーション         |
| ------------ | ---------------- | ---------------------------------------------------------- | -------------------- |
| 草加市消防署 | 神明二丁目2番2号 | 西：西町108番地2 青柳：青柳六丁目23番6号 北：清門町242番地 | 谷塚：谷塚町525番地2 |

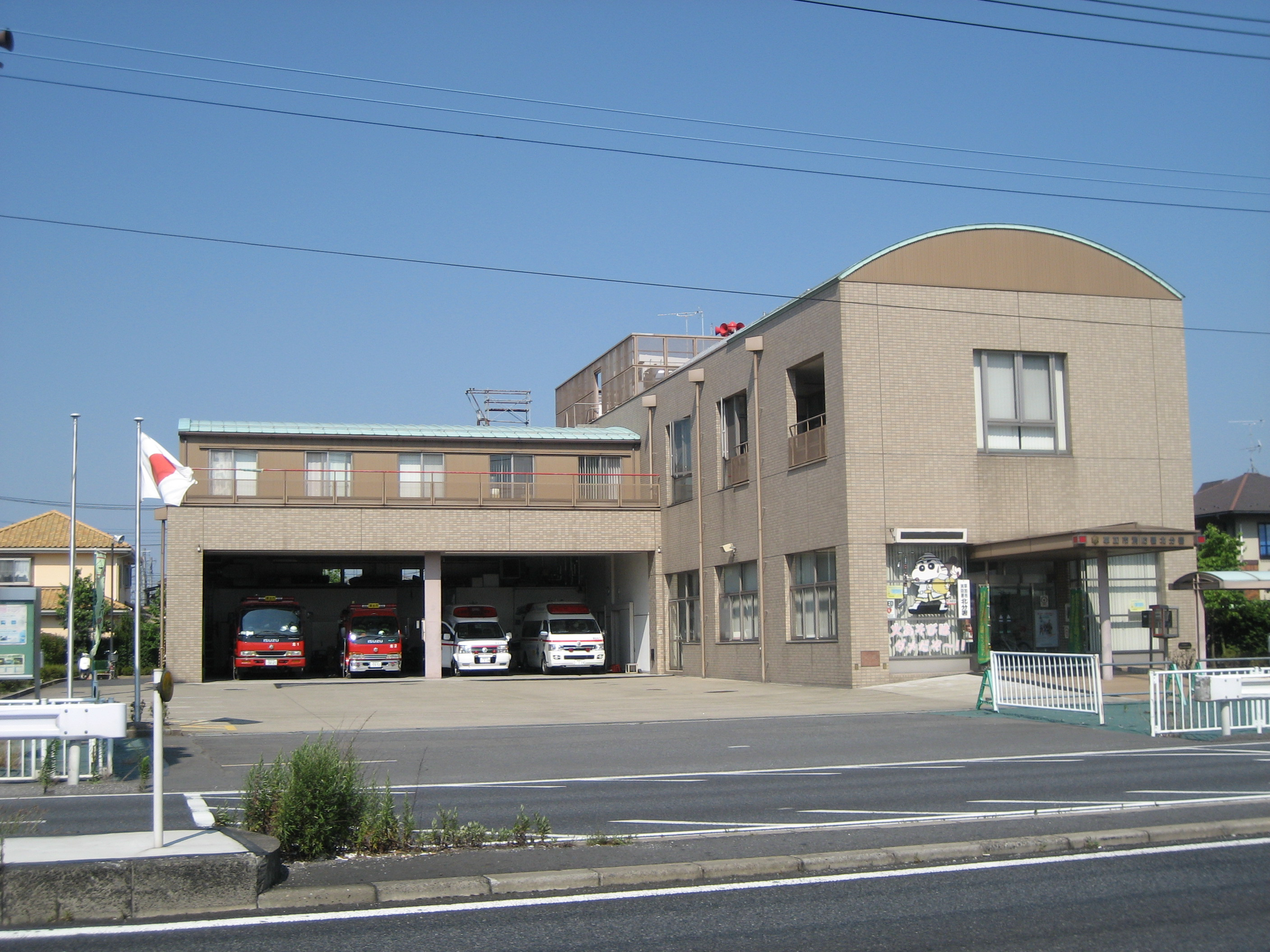
北分署庁舎
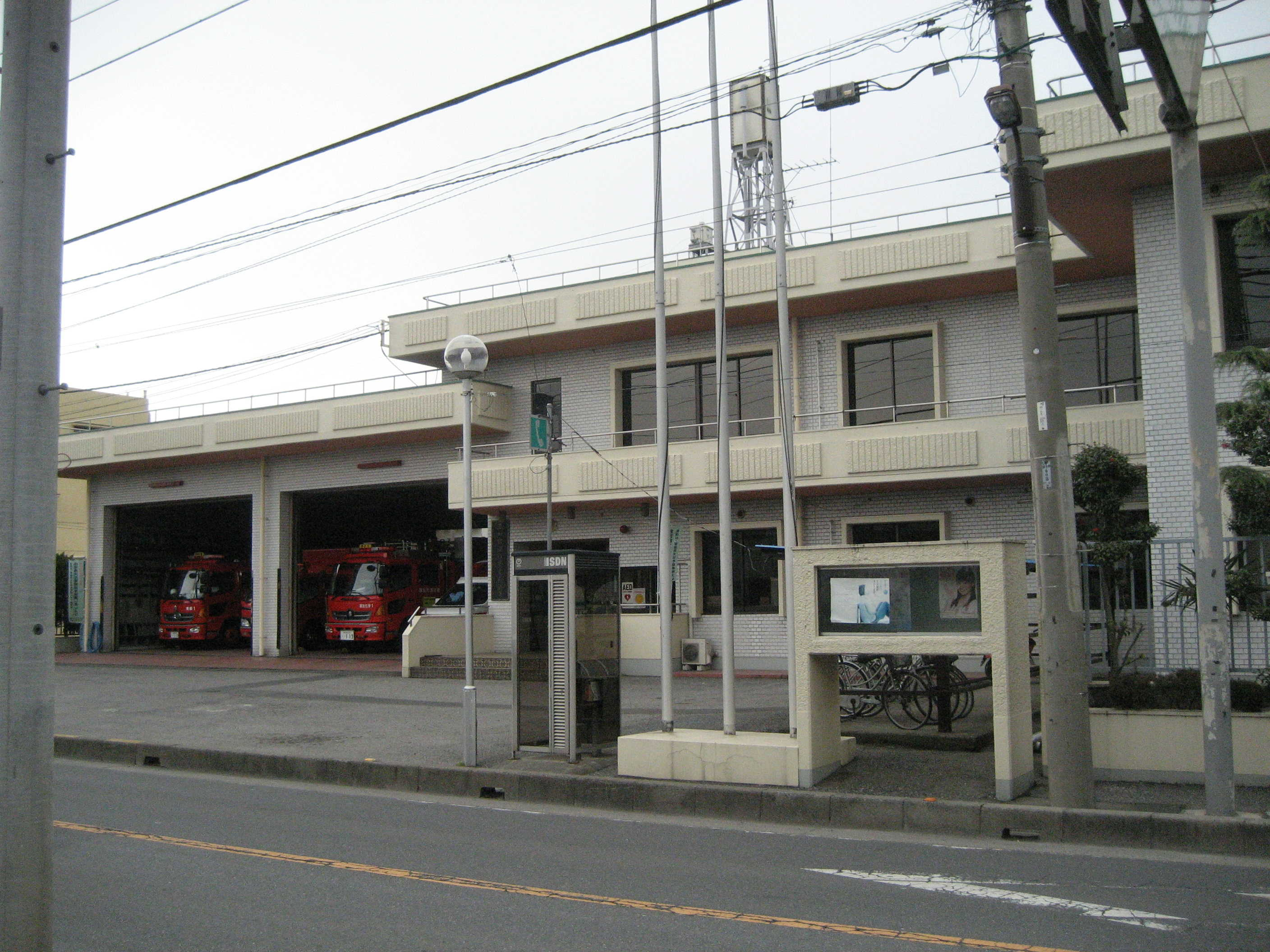
青柳分署庁舎
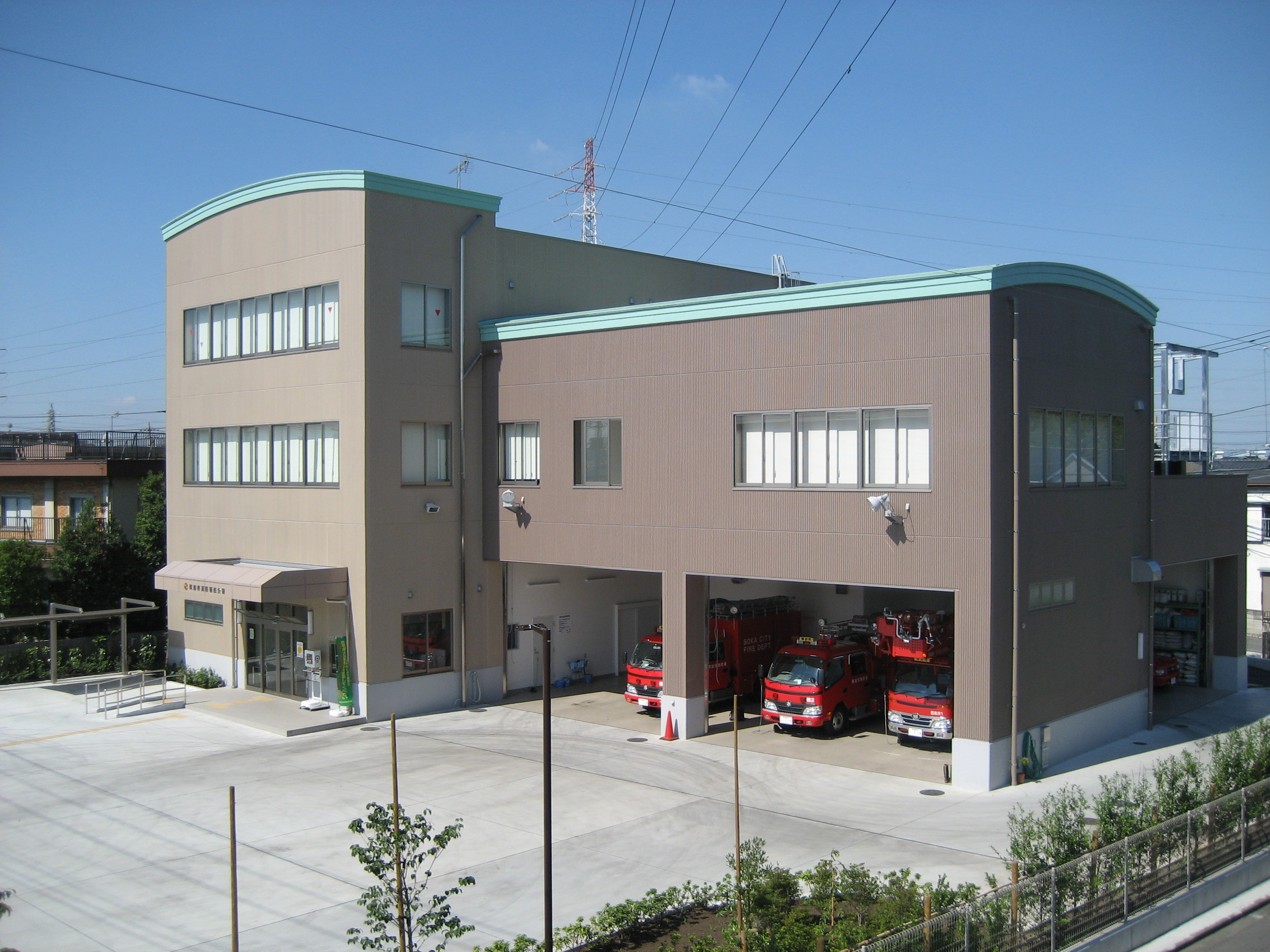
西分署庁舎
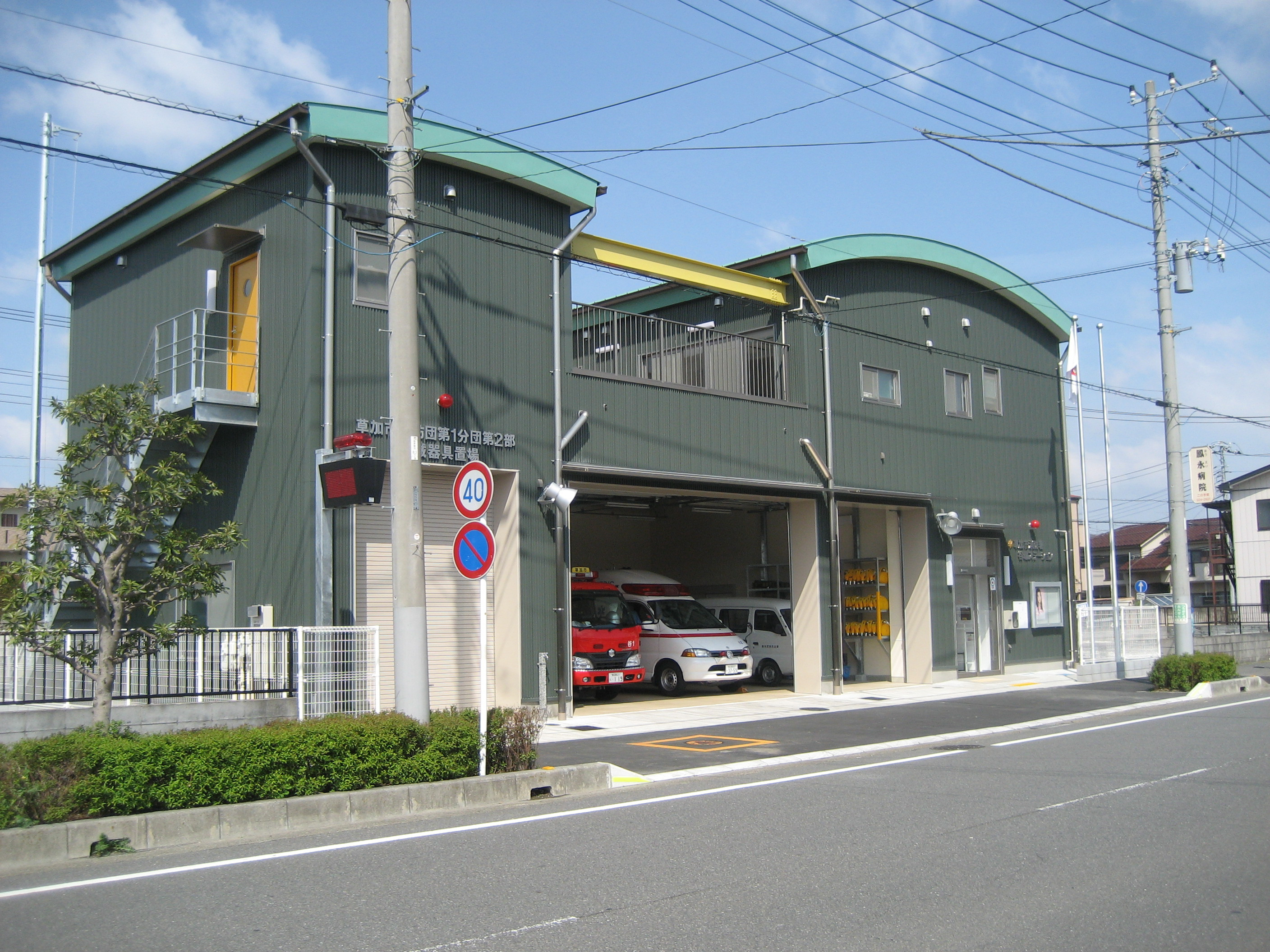
谷塚ステーション